# Crassula columnaris
Crassula columnaris (Thunb., 1782) è una pianta succulenta appartenente alla famiglia delle Crassulaceae, endemica delle Province del Capo, in Sudafrica.
L'epiteto specifico columnaris deriva dal latino columnae, ossia colonna, con riferimento all'aspetto colonnare della pianta, più evidente negli esemplari coltivati.

## Descrizione

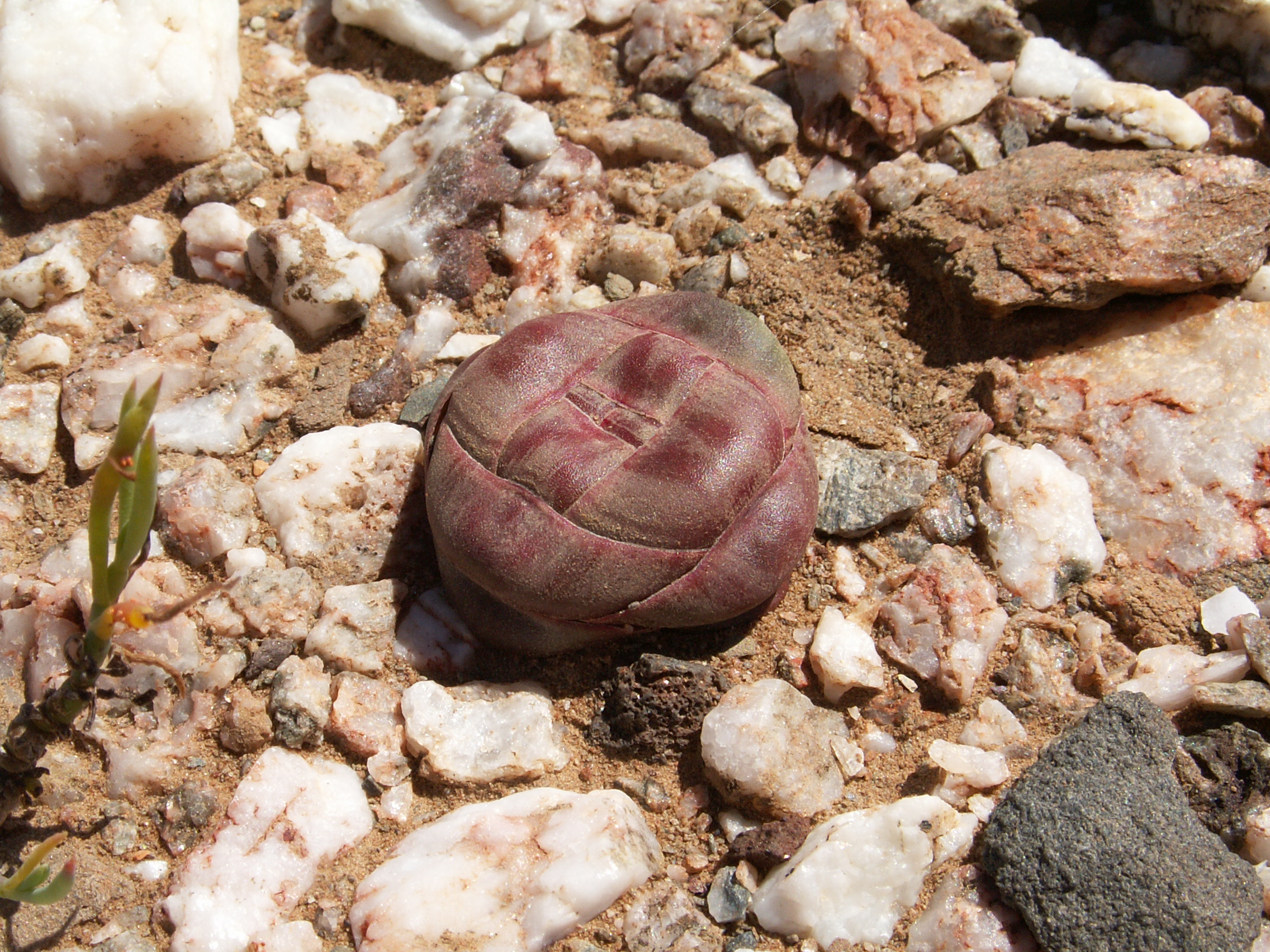
Giovane esemplare di C. columnaris.

C. columnaris è una pianta perenne di piccole dimensioni composta da un singolo stelo eretto, alto fino a 7 centimetri e di 4 millimetri di diametro, interamente ricoperto dalle foglie. È ancorato al terreno attraverso delle radici fascicolate.
Le foglie sessili misurano 10–15 mm in lunghezza, per 15–30 mm in larghezza, e sono suddivise tra 8-10 coppie fittamente sovrapposte con le basi, di forma connata, fuse tra loro. Questo fatto, unito alla disposizione delle coppie (angolate a 90° rispetto alle adiacenti) conferisce alla pianta il peculiare aspetto a colonna, con un'ampiezza di circa 2-3,5 cm. Le foglie hanno inoltre una colorazione da verde a marroncina, forma ovata con apici da arrotondati a mucronati ed un margine che presenta fini ciglia.
Le infiorescenze a tirso, che si sviluppano tra maggio ed agosto in posizione terminale, sono a capolino, costituite da un denso agglomerato di fiori sessili alto 10 mm e largo circa 22 mm. Essendo C. columnaris una specie monocarpica, subito dopo la produzione dell'infiorescenza la pianta morirà, concludendo il suo ciclo vitale.
I fiori, tetrameri, hanno il calice composto da petali dalla forma lorata, lunghi 1,5–3 mm e di colore da traslucido alla base a verde sulle estremità ottuse. La corolla, ampia tra 7 e 13 mm e di colore da bianco a giallo chiaro, con sfumature rossastre, è formata da 4 petali dalla forma lineare-lorata, fusi tra loro alla base per circa un terzo della lunghezza e con le estremità ottuse. Gli stami presentano delle antere di colore da giallo a marrone, sorretti da filamenti lunghi 1,2–2 mm.

## Distribuzione e habitat
C. columnaris è una specie endemica delle province del Capo Occidentale e del Capo Settentrionale, in un areale che comprende il Piccolo Karoo e la parte occidentale del Grande Karoo, oltre che estendersi verso sud, fino all'area nei pressi della cittadina di Vanrhynsdorp.
È una pianta particolarmente diffusa sui suoli ghiaiosi del Namaqualand e gli affioramenti di quarzite tipici del Knersvlakte, diffusa principalmente nell'ecoregione nota come Karoo succulento, e assume dei colori che le permettono di mimetizzarsi col terreno.

## Tassonomia

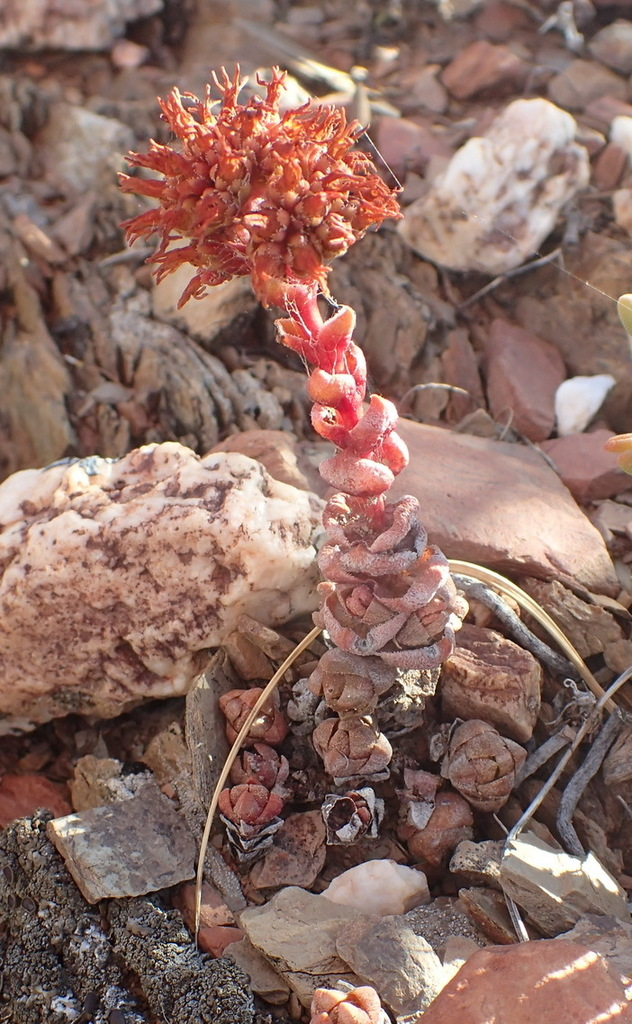
Esemplare di C. columnaris subsp. prolifera alla conclusione del suo ciclo vitale.

### Sottospecie
Al momento, oltre alla pianta in sé, è accettata una sola sottospecie:
- Crassula columnaris subsp. prolifera (Friedrich, 1974)[10]

Per indicare la specie principale viene talvolta utilizzato il nome C. columnaris subsp. columnaris.

#### Crassula columnarissubsp.prolifera
C. columnaris subsp. prolifera è l'unica sottospecie di C. columnaris e, diversamente dalla specie principale, non è endemica del Sudafrica, avendo difatti un areale condiviso con parte della Namibia. Nello specifico la si può trovare nell'area del Karoo succulento che include Namaqualand, Bushmanland e la Namibia meridionale (regione di Karas).
Contrariamente alla specie principale, subsp. prolifera è fittamente ramificata alla base e presenta delle gemme ascellari decidue che cadendo radicano intorno alla pianta madre, generando nuovi esemplari. Da questo comportamento deriva l'epiteto prolifera. Inoltre, a seguito della produzione dell'infiorescenza, non muore l'intera pianta ma rinsecchirà il solo fusto fiorale, potendosi così sviluppare dalla base dei nuovi steli.
Altre differenze con subsp. columnaris sono le dimensioni più contenute sia della pianta in sé, che presenta steli di 1–2 cm in diametro, che per i fiori, che presentano una corolla ampia al massimo 9 mm.
Sinonimi sono anche Crassula semiorbicularis (Eckl. & Zeyh., 1837), prima denominazione della pianta, risalente a quando era classificata come una specie a sé stante, e Tetraphyle columnaris var. prolifera ((Friedrich) P.V.Heath, 1993).

## Galleria d'immagini

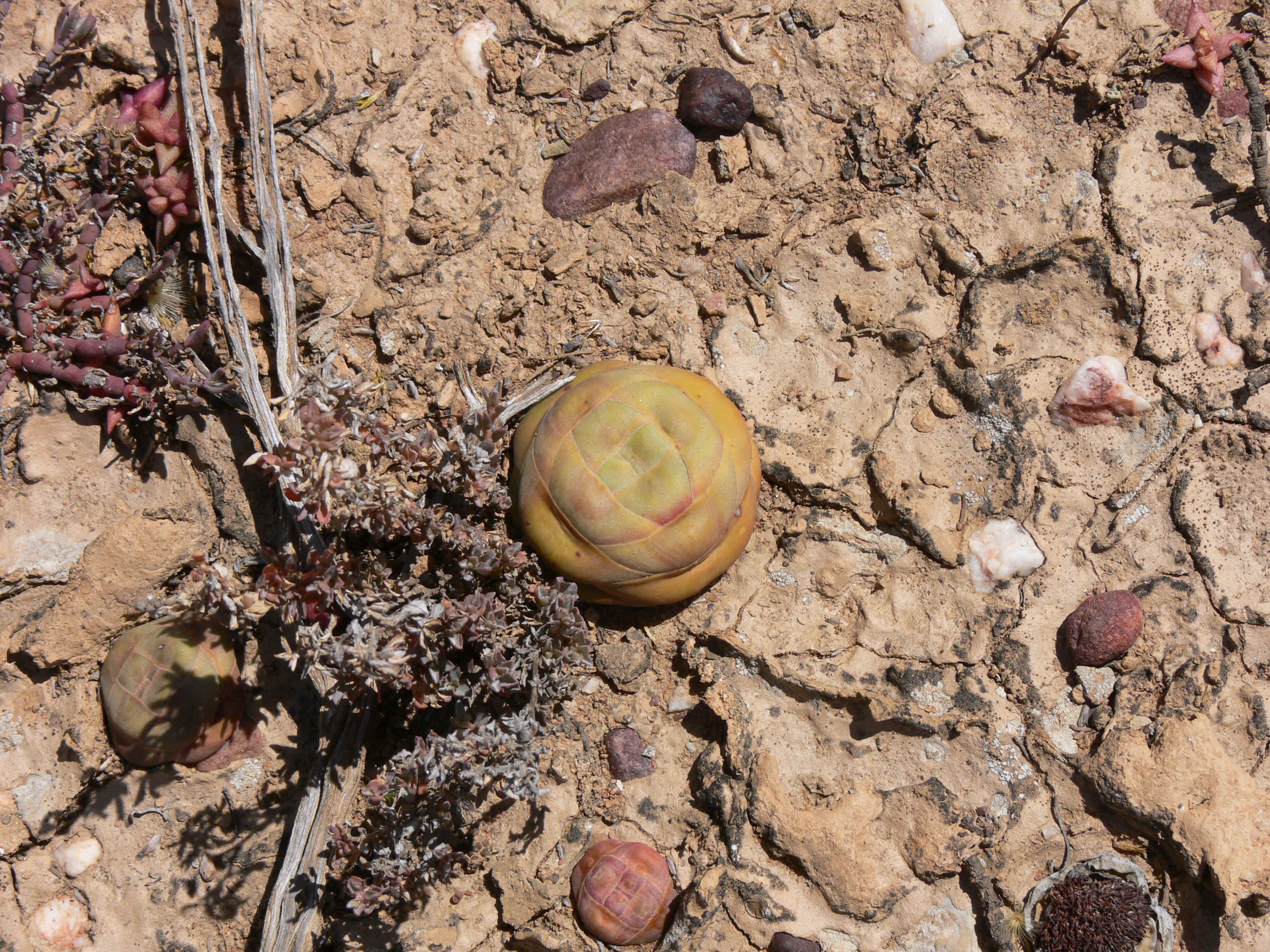
Giovane esemplare di C. columnaris in habitat.
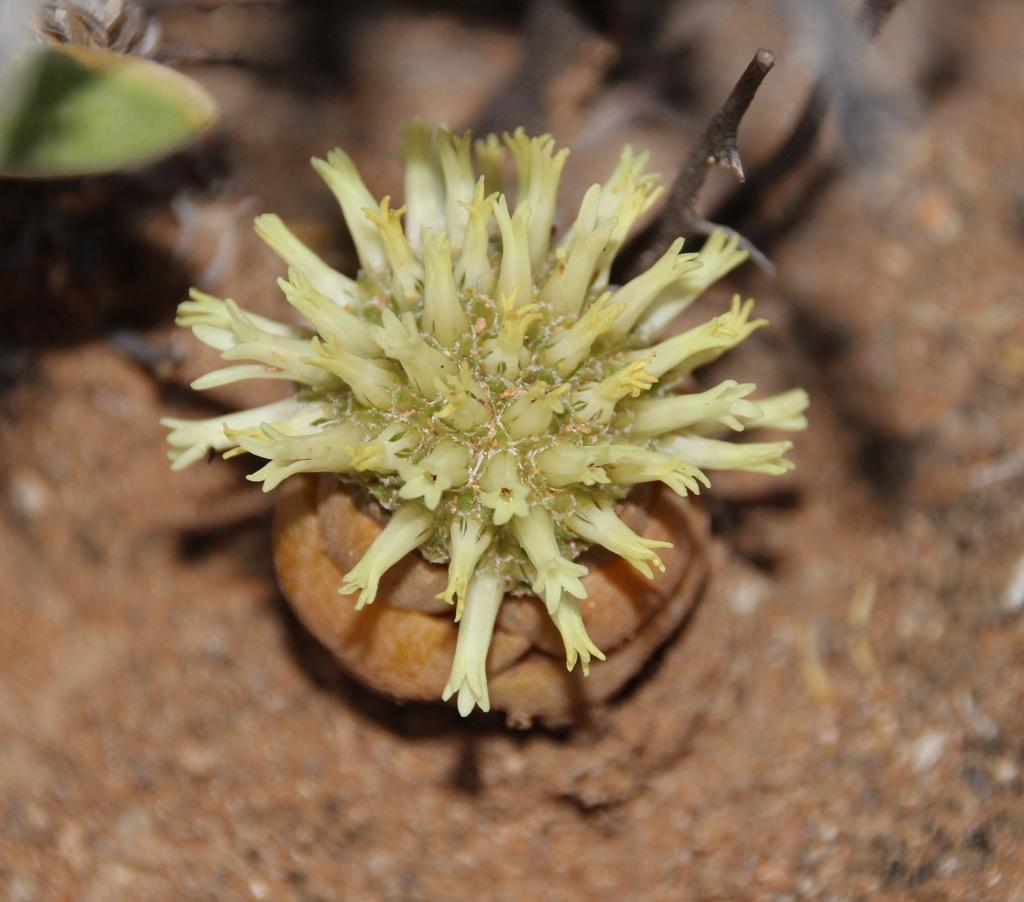
Infiorescenza di C. columnaris.
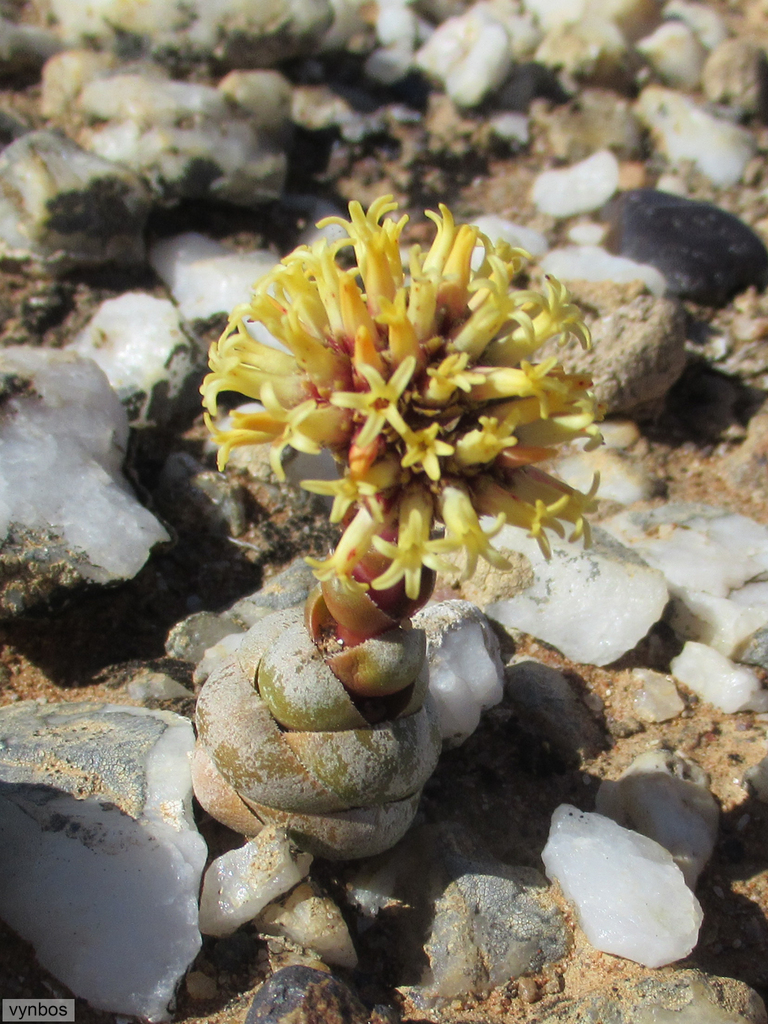
Esemplare di C. columnaris a fiori crema.
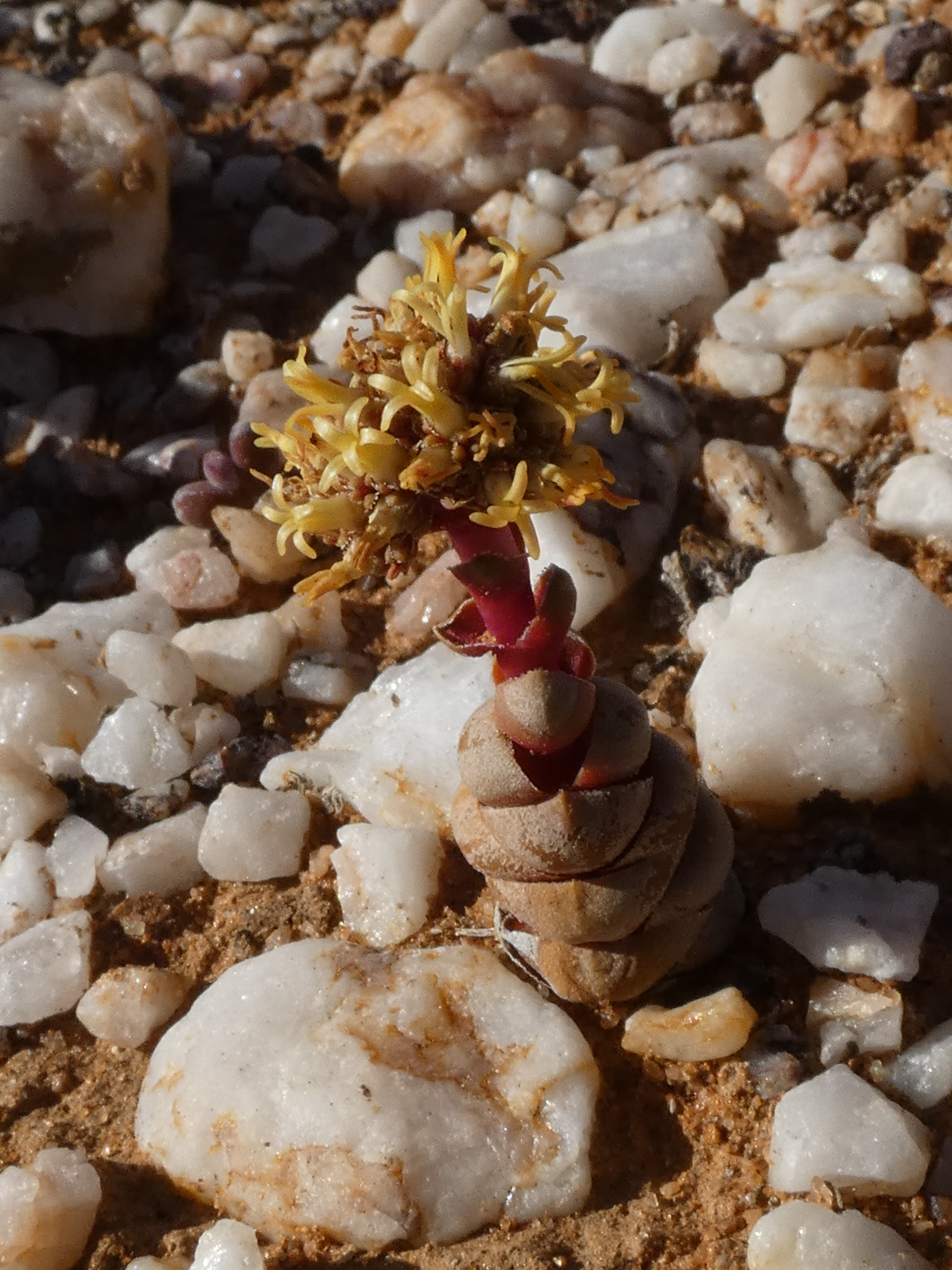
Esemplare di C. columnaris a fiori giallastri.
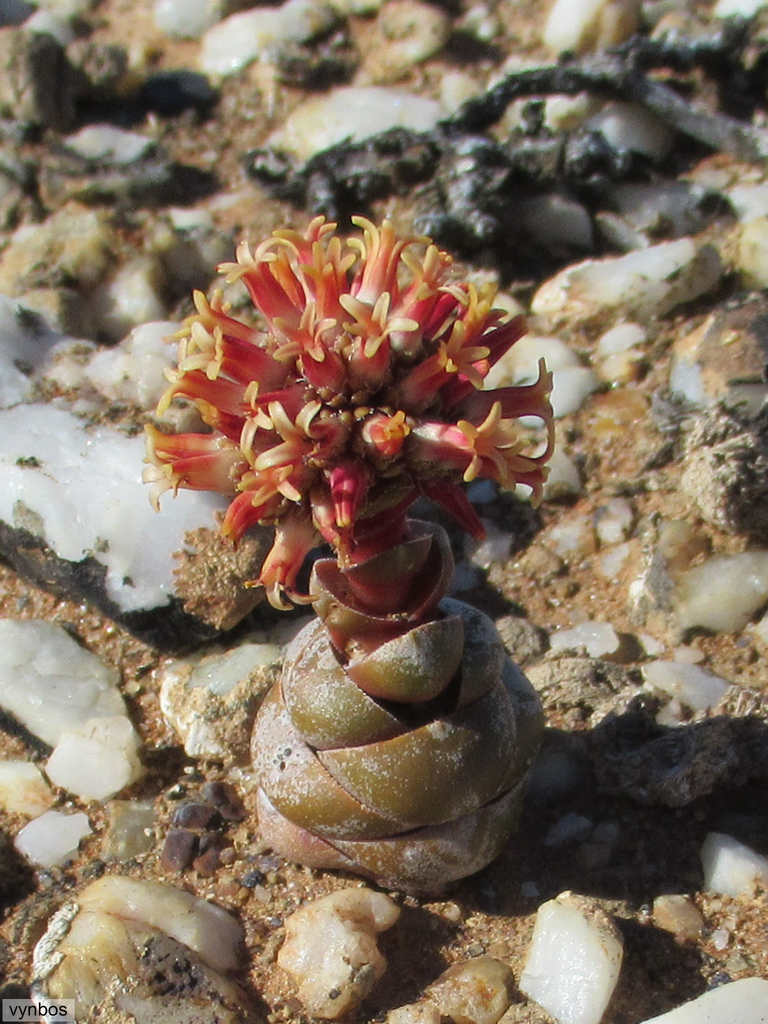
Esemplare di C. columnaris a fiori rossastri.
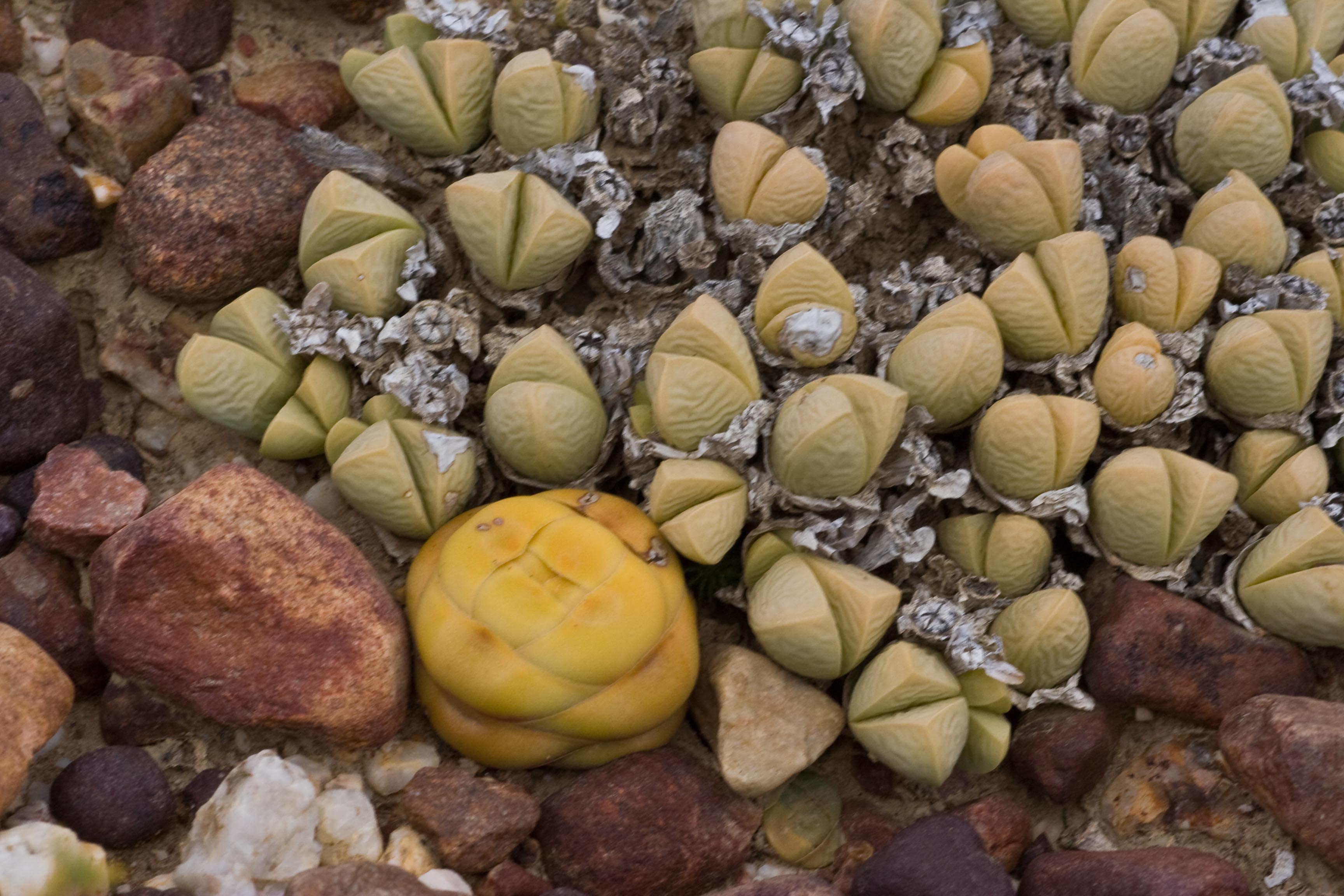
Esemplare di C. columnaris in associazione con Gibbaeum album.
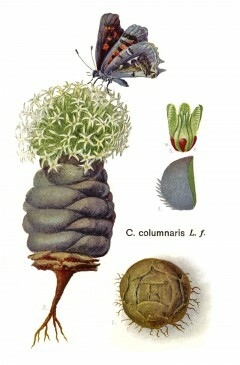
Tavola botanica di C. columnaris, realizzata da Hermann Wilhelm Rudolf Marloth.